# Stefan Aleksander Okrzeja

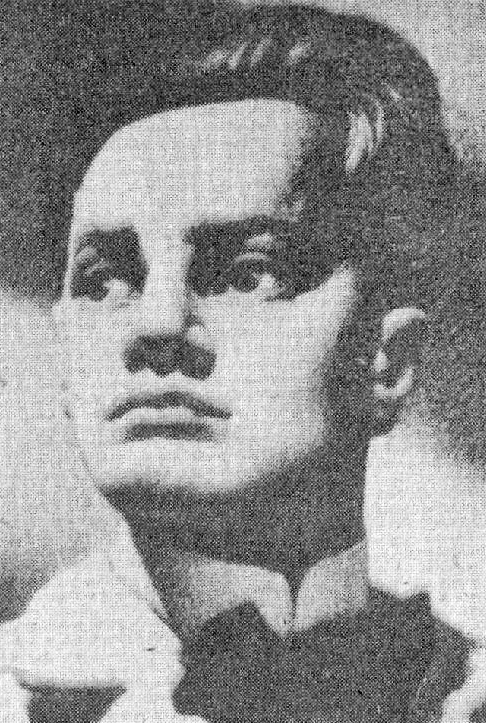
Stefan Okrzeja przed 1905

Stefan Aleksander Okrzeja ps. „Witold”, „Ernest” (ur. 3 kwietnia 1886 w Dębem Wielkim, zm. 21 lipca 1905 w Warszawie) – robotnik, członek PPS i Organizacji Bojowej PPS, działacz niepodległościowy i socjalistyczny. Schwytany przez policję w trakcie zamachu na cyrkuł policyjny na Pradze. Akcja ta była elementem zamachu OB PPS na oberpolicmajstra Karla Nolkena. Okrzeja został skazany na śmierć i powieszony na stokach Cytadeli Warszawskiej. Po śmierci stał się symbolem walk rewolucyjnych i niepodległościowych.

## Dzieciństwo
Stefan Okrzeja urodził się w rodzinie Walentego Okrzei, stróża drogowego lat 26, i Heleny z Cieślińskich, mającej lat 20 (zm. 1949), w Dębem.
Wkrótce po jego urodzeniu rodzice przenieśli się do Warszawy. Zamieszkali na Pradze przy ulicy Wołowej 30. W wieku 10 lat wstąpił do dwuklasowej szkoły miejskiej, którą ukończył z odznaczeniem. Następnie uczęszczał na dodatkowe lekcje i komplety. Z powodu ciężkich warunków materialnych rodziców musiał podjąć pracę. Malował kwiaty na naczyniach emaliowanych w emalierni „Labor” na Pradze. Po konflikcie z majstrem przeniósł się jako ślusarz do fabryki naczyń emaliowanych „Wulkan” przy ulicy Namiestnikowskiej.
Prawdopodobnie w 1904 r. został członkiem dzielnicy praskiej Polskiej Partii Socjalistycznej, przyjmując pseudonim „Witold”. Do pracy w PPS wciągnął go między innymi Józef Elżanowski, nauczyciel dyrektor praskiego gimnazjum. W tym czasie uczestniczył w zajęciach kół edukacyjnych. Zajęcia polityczne prowadzili Józef Kwiatek, Antoni Brzozowski, zajęcia z przyrody Wiesław Malinowski, z historii Jan Cynarski. W swoich wspomnieniach Jan Cynarski wskazywał Okrzeję jako najbardziej wyróżniającego się podopiecznego.
–
Z inicjatywy Bolesława Bergera „Kuroki”, został również członkiem nowo powstających grup bojowych PPS – Kół Bojowych Samoobrony Robotniczej, zwanych również „oddziałami technicznymi”, których zadaniem było rozklejanie odezw, dostarczanie do fabryk „bibuły”, urządzanie drobnych demonstracji, bicie kijami zanadto natrętnych szpicli.

## W obronie Marcina Kasprzaka
2 sierpnia 1904 Warszawski Komitet Robotniczy PPS podjął akcję w obronie aresztowanego Marcina Kasprzaka. 3 sierpnia 1904 odbyła się demonstracja PPS w Alejach Ujazdowskich. Stefan Okrzeja wzniósł czerwony sztandar z napisem „Precz z sądami wojennymi – PPS”. Znajdująca się w pogotowiu policja zaatakowała i rozbiła demonstrantów. Okrzeja zdołał zwinąć sztandar i uciec. Został członkiem Warszawskiego Komitetu Robotniczego PPS.
28 października 1904 jako chorąży na czele swojej grupy występował w masowej antywojennej demonstracji na Lesznie. Demonstracja została niezwykle brutalnie rozpędzona przez policję i wojsko. Okrzeję dotkliwie pobito i poraniono. Wydarzenia te stały się zarzewiem zorganizowania demonstracji zbrojnej.
Na warszawskiej konferencji PPS z udziałem stu delegatów (znanej pod nazwą „konferencji stu”) pod kierownictwem Józefa Kwiatka, Wacława Jankowskiego i Wacława Komorowskiego postanowiono odpowiedzieć na ataki carskiej policji z bronią w ręku. Broń (38 rewolwerów) przemycił z zagranicy Walery Sławek, jeden z przywódców przyszłej Organizacji Spiskowo-Bojowej PPS.

## Na placu Grzybowskim
13 listopada 1904 na placu Grzybowskim w Warszawie doszło do pierwszego od 1863 zbrojnego starcia z oddziałami wojska rosyjskiego. Trzon organizacyjny demonstracji, do której wezwała Polska Partia Socjalistyczna, stanowiła grupa około 60 członków grup bojowców PPS Bolesława Bergera, z których kilkunastu posiadało broń. Na demonstrację przybyło wiele tysięcy osób. Po wyjściu tłumu z kościoła chorąży Stefan Okrzeja wyciągnął w górę sztandar z napisem „PPS. Precz z wojną i caratem! Niech żyje Wolny Polski Lud!”. Gdy do sztandaru ruszyła policja, Okrzeja wraz z innymi otworzył ogień, co rozpoczęło strzelaninę. W zamieszaniu bojowcom udało się przemaszerować do ul. Świętokrzyskiej, a następnie Marszałkowskiej, i zbiec pościgowi.
W lutym 1905 wraz z Bronisławem Żukowskim na rozkaz Bolesława Beregera „Kurokiego” miał przeprowadzić zamach na generał-gubernatora warszawskiego Michaiła Czertkowa. Zamach miał odbyć się na Dworcu Wiedeńskim w trakcie wyjazdu na kurację zagraniczną. Akcja nie odbyła się jednak z uwagi na wstrzymanie wyjazdu gubernatora z powodu choroby.
Kilka dni później został wraz z Żukowskim wyznaczony przez Aleksandra Prystora „Katajama” do organizowania pierwszych struktur Organizacji Spiskowo-Bojowej PPS. Powstały dwie grupy bojowe. Grupa kierowana przez Bronisława Żukowskiego „Harakiri” wybrana z dzielnic „Wolska”, „Jerozolimska”, „Mokotowska” i „Dolna” składała się z siedmiu osób. W oddziale Okrzei „Ernesta”, wybranym z dzielnic „Praga” i „Powązki”, znaleźli się Stanisław Zieliński „Sewer”, Kazimierz Dobrowolski „Kazik”, Szloma Eksztajn „Chłop” i NN. Po zorganizowaniu grup jej członkowie wycofali się całkowicie z działalności agitacyjnej i podjęli szkolenia z bronią.
Pierwszą akcją bojową oddziału Okrzei, na polecenie Centralnego Komitetu Robotniczego, był zamach na stójkowego Szarapa w fabryce „Labor”. Akcja nie powiodła się. Mimo że „Kazik” i Sewer” strzelali z paru kroków, zaś Szarap dostał kulę w skroń – przeżył. Kolejnym celem oddziału był generał Nowosilcow. Jednak pomimo licznych zasadzek Okrzei na Agrykoli nie udało się go spotkać.

## Zamach na oberpolicmajstra Nolkena

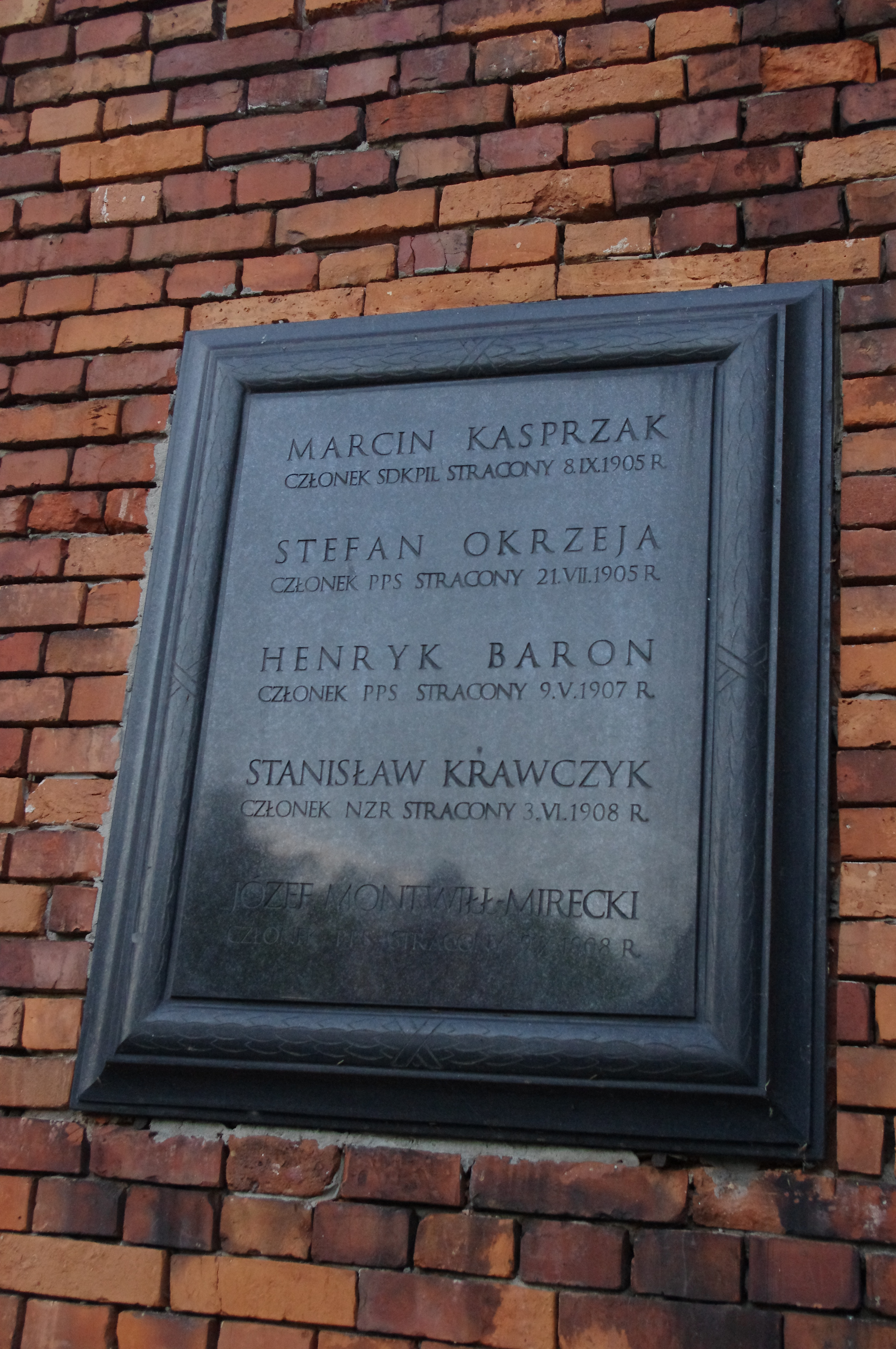
Tablica wmurowana w ścianę Cytadeli Warszawskiej tuż za szczątkami szubienicy, na której w okresie zaborów ginęli bojownicy o wyzwolenie narodowe i przemiany społeczne. Tablica upamiętnia wybitnych działaczy niepodległościowych i robotniczych straconych w Cytadeli podczas rewolucji 1905–1907: Marcina Kasprzaka, Stefana Okrzeję, Henryka Barona, Stanisława Krawczyka i Józefa Mireckiego

Najważniejszą i ostatnią akcją bojową Stefana Okrzei był udział w głośnym zamachu na znienawidzonego przez ludność Warszawy oberpolicmajstra płk. barona Karla Nolkena. 26 marca 1905 oddział OB PPS podzielił się na dwie grupy. Ta pod dowództwem Okrzei miała rzucić bombę na VII cyrkuł policji na Pradze (ul. Wileńska 9), by spowodować przybycie Nolkena na miejsce zamachu. Druga grupa pod dowództwem Bronisława Żukowskiego i Aleksandra Prystora miała zaatakować Nolkena. Akcja nie powiodła się – siedzący w powozie oberpolicmajster odbił ręką rzuconą przez bojowca bombę, toteż w efekcie eksplozji został ciężko ranny, ale przeżył.
Okrzeja natomiast, nie mając odpowiedniego doświadczenia, rzucił bombę na cyrkuł ze zbyt małej odległości, przez co sam został ranny i ogłuszony. W efekcie stracił orientację i zamiast do bramy skręcił w podwórze. Zaatakowany przez rewirowego, ostrzeliwał się, raniąc śmiertelnie policjanta. Schwytany, został pobity do nieprzytomności.

## Skazany na śmierć
Okrzeja został uwięziony w X Pawilonie Cytadeli Warszawskiej. Po aresztowaniu Okrzei odbyły się demonstracje robotnicze w jego obronie. 13 czerwca 1905 Stefan Okrzeja stanął przed Wojskowym Sądem Okręgowym w Warszawie. W tym dniu Polska Partia Socjalistyczna wezwała do strajku powszechnego w Warszawie. Okrzeja został oskarżony o to, że:
- należał do tajnego stowarzyszenia, posiadającego w swym rozporządzeniu środki wybuchowe i mającego na celu obalenie drogą gwałtu panującego w państwie rosyjskim porządku – oraz oderwanie od Cesarstwa – stanowiącego jedną z nim całość Królestwa Polskiego;
- po porozumieniu z Polską Partią Socjalistyczną i otrzymawszy od niej bombę, rewolwer i sztylet, rzucił jako członek tejże partii bombę do kancelarii XII rewiru policyjnego i rozmyślnie ranił trzech policjantów i dwóch znajdujących się tam robotników;
- wystrzałem rewolweru zadał ranę śmiertelną chcącemu go zatrzymać rewirowemu Czepielewiczowi[11].

Obrońcą Okrzei na prośbę matki był znany adwokat Stanisław Patek.
Wyrokiem sądu 23 czerwca 1905 został skazany na pozbawienie praw i karę śmierci przez powieszenie. Sąd zwrócił się jednocześnie do generał-gubernatora warszawskiego Konstantina Maksimowicza z prośbą o złagodzenie kary. Wniosek nie został uwzględniony. Wyrok wykonano 21 lipca 1905 roku na stokach Cytadeli. Straconego pochowano ukradkiem w nieznanym miejscu.

## Rodzina
Ojciec był kolejarzem, po wybuchu I wojny światowej w 1914 został ewakuowany w głąb Rosji i tam wkrótce zmarł. Matka zmarła 10 listopada 1949 w Warszawie.
Miał siedmioro rodzeństwa: trzy siostry i czterech braci. Imię Stefan nadano również jego urodzonemu w 1907 bratu Stefanowi Stanisławowi, porucznikowi pilotowi poległemu we wrześniu 1939. Brat Władysław (1897–1919) zginął w wieku 22 lat jako plutonowy podchorąży w czasie wojny polsko-bolszewickiej; brat Michał (1899–1942), robotnik, jako żołnierz walczył we wrześniu 1939, a w bitwie pod Garwolinem został ciężko ranny i zmarł w szpitalu. Brat Wacław (1891–1955) w wieku 17 lat był aresztowany przez carską policję i zesłany, powrócił do Polski. W 1944 uczestniczył w powstaniu warszawskim ps. „Stefan” w I plutonie Zgrupowanie Użyteczności Publicznej WSOP „Elektrownia”. Po upadku Powiśla pracował w pionie elektryczym Delegatury Rządu w Śródmieściu.
Siostry: Kazimiera Mieszczanek (1888–1976), Marta Czarniecka (1895–1976) oraz Jadwiga Strzelbiecka (1904–1996) – działaczka PPS w latach 90., członek Rady Naczelnej PPS. 
Dalekim krewnym Stefana Okrzei był Jan Olszewski, Prezes Rady Ministrów w latach 1991–1992.

## Upamiętnienie

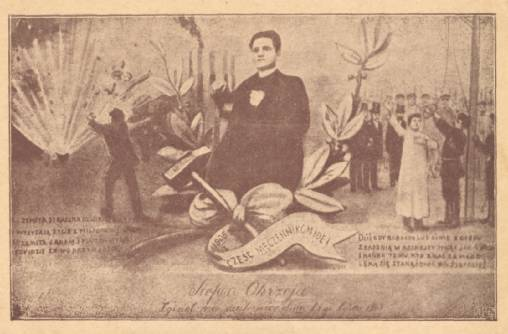
„Cześć Męczennikom!” Pocztówka wydana przez Stowarzyszenie b. Więźniów Politycznych 1920 r.

Okrzeja wszedł do panteonu narodowych bohaterów jeszcze w czasie rewolucji 1905. Dzień 21 lipca 1906, który przypadał w sobotę, ogłoszono „Dniem Okrzei”. Warszawski komitet robotniczy PPS wydał w pierwszą rocznicę jego stracenia odezwę „Do wszystkich robotników warszawskich”, w której wzywał do udziału w rocznicowych uroczystościach. Dzielnicowe organizacje PPS zorganizowały dwadzieścia kilka zgromadzeń robotniczych w Warszawie. Podobne obchody odbyły się 5 listopada 1916, gdzie pod Cytadelą przemawiali Tomasz Arciszewski i Norbert Barlicki.
Był już wówczas bohaterem ludowych ballad śpiewanych na Pradze:

Ballada o Okrzei

Posłuchajcie bracia mili
o Okrzei powieść znaną,
Ażebyśmy tak walczyli,
za ideę ukochaną.
Był to chłopiec piękny, młody,
Wyście o nim nie wiedzieli
A jak rzucił bombę w cyrkuł,
Dostał się do Cytadeli
W Cytadeli długo siedział,
Mścili się nad nim katowie,
Ciało mu nad ogniem piekli,
Myśleli, że im co powie.
On nie wydał choć męczony
Swoich ukochanych braci,
Więc się długo nad nim mścili
Ci przeklęci carscy kaci.
Wieszaj bracie! po cóż stoisz?
Polak śmierci się nie lęka.
Każdy widzi, że się boisz,
Bo drży ci katowska ręka.
Jam za wolność ciągle walczył,
Wiem, co polska konstytucja
I ostatni okrzyk wznoszę:
Niechaj żyje rewolucja!

### W okresie II Rzeczypospolitej
Od 1925 roku imię Okrzei nosiła organizacja dzielnicowa PPS na Pradze. Jak wspominał jej działacz Bronisław Lipiński:

W rocznicę jego stracenia Dzielnica składała wieniec szarfą na miejscu straceń na stokach Cytadeli, a tabliczki z nazwą ul.Brukowej zamazywała i umieszczała nazwisko swego patrona. Na drugi dzień z rozkazu dzielnicowego policji dozorcy starannie zacierali nazwisko Okrzei, a przywracali nazwę poprzednią, zgodnie z wolą Rady Miejskiej. Wnioski klubu radnych PPS o zmianę nazwy nie były brane pod uwagę przez radę.

W 1930 roku Okrzeja został pośmiertnie odznaczony przez prezydenta Ignacego Mościckiego orderem Odrodzenia Polski III klasy za wybitną, ofiarną pracę dla Niepodległości w szeregach Organizacji Bojowej PPS oraz 19 grudnia 1930 r. Krzyżem Niepodległości z Mieczami. W tym samym roku odsłonięto pamiątkową tablicę przy ul. Czerwonego Krzyża (siedziba Związku Zawodowego Kolejarzy) w Warszawie. Odsłonięcia tablicy dokonał Tomasz Arciszewski. Na tablicy zapisano: 

Stefan Okrzeja – Syn Ludu roboczego – Chluba i zaszczyt PPS – Dzielny pracownik sprawy proletariatu – Mężny żołnierz rewolucji oddał swe młodzieńcze życie w walce o Socjalizm i Niepodległość – Stracony na stokach cytadeli dnia 21 lipca 1905 roku.

### W okresie wojny

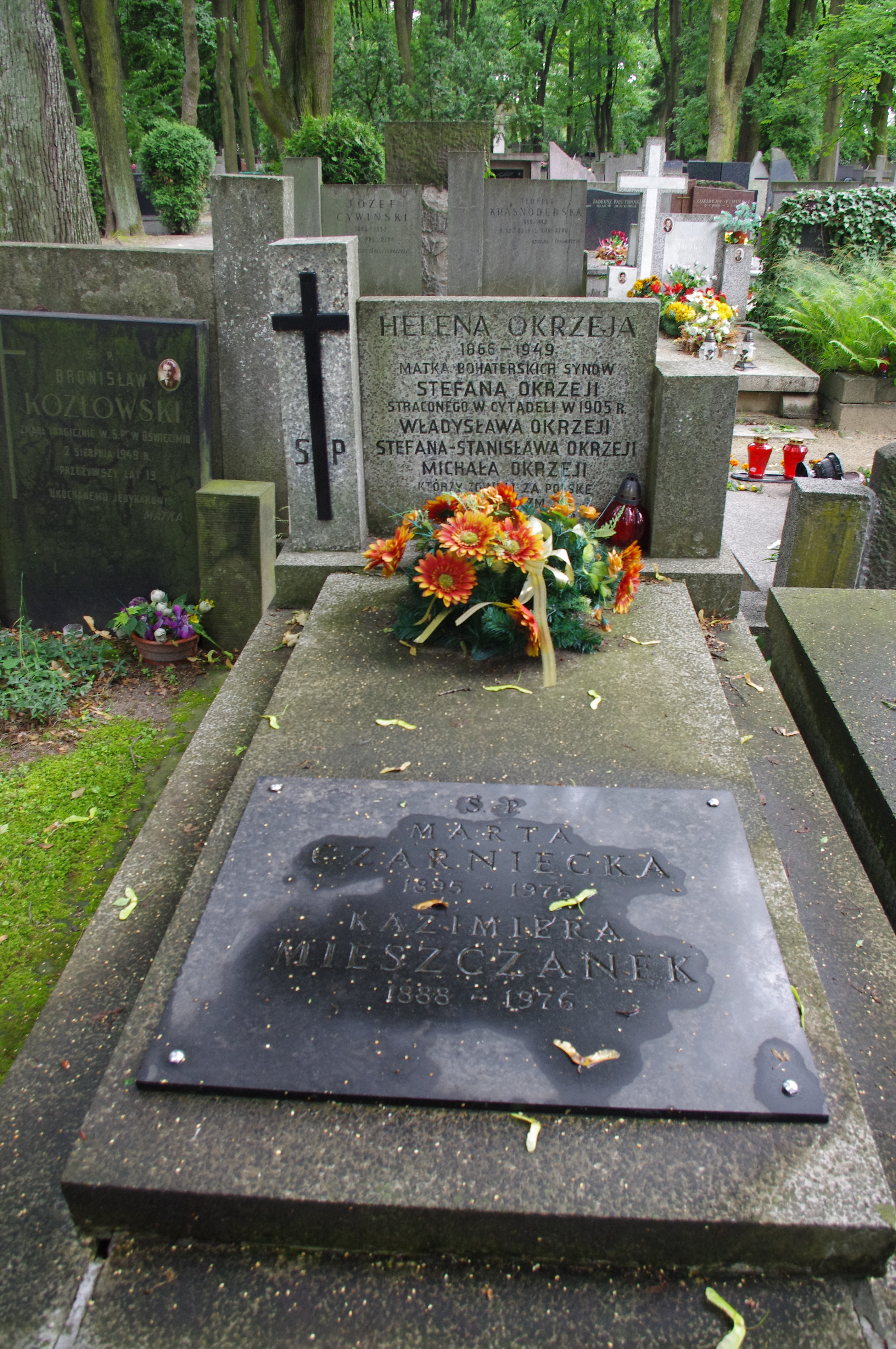
Grób Heleny Okrzei z Cieślińskich – matki Stefana Aleksandra Okrzei – bojowca PPS-u i lotnika Stefana Stanisława Okrzei na Cmentarzu Wojskowym na Powązkach w Warszawie

W czasie okupacji niemieckiej w Polsce jego imię nosił m.in. III Batalion OW PPS walczący w trakcie powstania warszawskiego na Woli (istniała tam również barykada im. Stefana Okrzei), utworzona w trakcie powstania warszawskiego 28 Dywizja Piechoty Armii Krajowej oraz 1 batalion rezerwowego pułku piechoty „Restauracja” 106 Dywizji Piechoty AK dowodzony przez ppor. Apoloniusza Józefowicza.

### Po 1945 roku

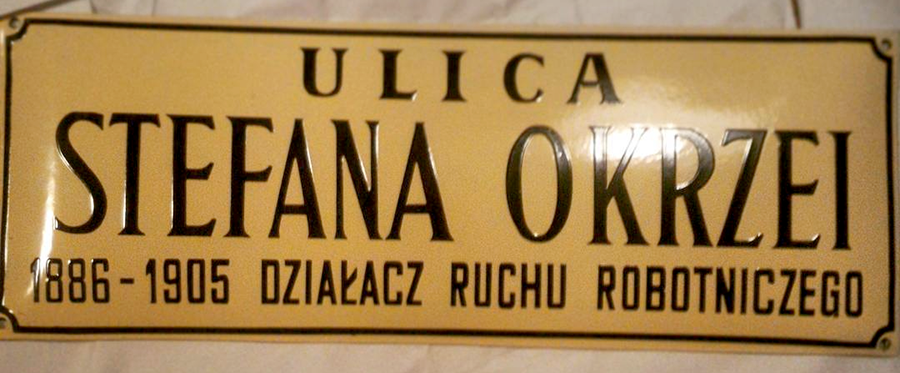
Łódzka tablica uliczna z patronem Stefanem Okrzeją w wersji sprzed 1994 roku

- Imię Stefana Okrzei noszą ulice miast: Aleksandrów Kujawski, Aleksandrów Łódzki, Bartoszyce, Bełchatów, Będzin, Biała Podlaska, Bielsko-Biała, Biskupiec, Błonie, Bogatynia, Bolesławiec, Brzeziny, Bydgoszcz, Bystrzyca Kłodzka, Chojnów, Chrzanów, Ciechanów, Czeladź, Częstochowa, Dąbrowa Górnicza, Drawsko Pomorskie, Elbląg, Gdańsk, Gdynia, Giżycko, Gliwice, Gołdap, Gorlice, Gorzów Wielkopolski, Grudziądz, Grodzisk Mazowiecki, Gubin, Iłowa, Jarosław, Jasień, Jastrzębie-Zdrój, Jaworzno, Jelenia Góra, Jędrzejów, Kamienna Góra, Katowice, Karpacz, Kąty Wrocławskie, Kielce, Kłodzko, Kobyłka, Koszalin, Kraków, Krasnystaw, Krosno, Kudowa-Zdrój, Kutno, Legnica, Legionowo, Leszno, Lębork, Lipiany, Lipno, Luboń, Lubin, Lublin, Łeba, Łuków, Łódź, Mikołów, Milanówek, Mińsk Mazowiecki, Mysłowice, Namysłów, Niemcza, Olkusz, Olsztyn, Opole, Ostrów Mazowiecka, Ostrzeszów, Ośno Lubuskie, Oświęcim, Otwock, Piaseczno, Piekary Śląskie, Piła, Piotrków Trybunalski, Płock, Poznań, Przemyśl, Radom, Racibórz, Rumia, Rzeszów, Sandomierz, Sanok, Siedlce, Sierpc, Skarżysko-Kamienna, Skorogoszcz, Sochaczew, Sopot, Sosnowiec, Stalowa Wola, Stargard, Strzelin, Szczecin, Szklarska Poręba, Tarnowskie Góry, Tczew, Toruń, Trzebiatów, Ustronie Morskie, Warszawa Wałbrzych, Włocławek, Wolbrom, Wrocław, Wyszków, Zabrze, Zamość, Zduńska Wola, Zgorzelec, Zielonka, Złocieniec, Żary, Żagań, Żyrardów.
- Imię Okrzei nosi osiedle w Bełchatowie;
- Od 1948 istnieje ulica Stefana Okrzei w Warszawie. W 1997 próbowano zmienić patrona ulicy na kardynała Aleksandra Kakowskiego, członka Rady Regencyjnej, jednak odstąpiono od tego zamiaru.
- Do 2003 istniała ulica Okrzei w Gniewie, jednak Rada Miasta 26 czerwca 2003 uchwałą Nr X/64/03 na wniosek proboszcza parafii rzym.-kat. pw. św. Mikołaja w Gniewie zmieniła nazwę ulicy na Księdza Kursikowskiego.
- w Lublinie władze miejskie debatowały w 2006 nad zmianą patrona. Jak stwierdziła w wypowiedzi dla „Kuriera Lubelskiego” historyk Agata Konstankiewicz: Kontrowersyjna jest postać Okrzei. Dziś próbuje się go wybielić, ale pamiętajmy, że w PRL uważano go za świetnego komunistę. Dzisiejsze organizacje postkomunistyczne mówią zaś o nim jako o swoim ideowym przodku[19].
- w Zgierzu do 1 stycznia 1993 istniała ulica Stefana Okrzei. Uchwałą Nr VII/49/90 Rady Miejskiej w Zgierzu z dnia 13 grudnia 1990 ulica otrzymała imię Jakuba Stefana Cezaka – założyciela Państwowej Szkoły Kupieckiej w Zgierzu[20].
- Imię Okrzei nosiły w różnych okresach również: szkoły powszechne w Sosnowcu i Radomiu (do 1939), Zakłady Przemysłu Wełnianego w Bielsku-Białej (1950-1953), Szkoła Zawodowa w Otwocku, Szkoła Podstawowa nr 117 przy ulicy Płużnickiej w Warszawie (1959-1999); Powiatowa Spółdzielnia Pracy Usług Skórzanych w Piotrkowie (1955), Spółdzielnia Pracy Stolarzy i Tapicerów w Wieluniu, Włókiennicza Spółdzielnia Pracy Zelowie, Sanatorium w Otwocku (1954-1968), spółdzielnia pracy w Otwocku.
- Od 1951 do 1967 imię Okrzei nosił statek pasażerski MS „Stefan Okrzeja” (wybudowany w 1884, wcześniejsze nazwy: „Sirene”, „Malbork”).
- 28 listopada 1981 odznaczony został Gwiazdą Wytrwałości[21].
- Na płycie 10 piosenek zespołu Pablopavo i Ludziki z 2011 roku znalazła się nowa aranżacja „Ballady o Okrzei”.
- Na płycie Wilk zespołu The Analogs z 2018 znajduje się utwór „Ballada o Okrzei”.